# Yura Movsisyan
Yura Movsisyan, (født 2. august 1987) er en armensk fodboldspiller, der spiller for Djurgården i Sverige. I 2010 spillede han for Randers FC i Danmark.
Han blev født i Armenien, men udvandrede til USA i 1992 med sine forældre.
Movsisyan underskrev kontrakt med Randers FC den 6. juli 2009 fra Real Lake City, med en aftale om at begynde i klubben efter afslutningen af 2009. Efter at have hjulpet Real Lake City med vinde MLS Cup for første gang nogensinde, forlod Movsisyan klubben og begyndte i sin nye klub, Randers FC, den 1. januar 2010. Her spillede han året ud, inden han rejste til Rusland og FC Krasnodar. Her spillede han, indtil han i december 2012 skiftede til Spartak Moskva.